# 纽约爱乐

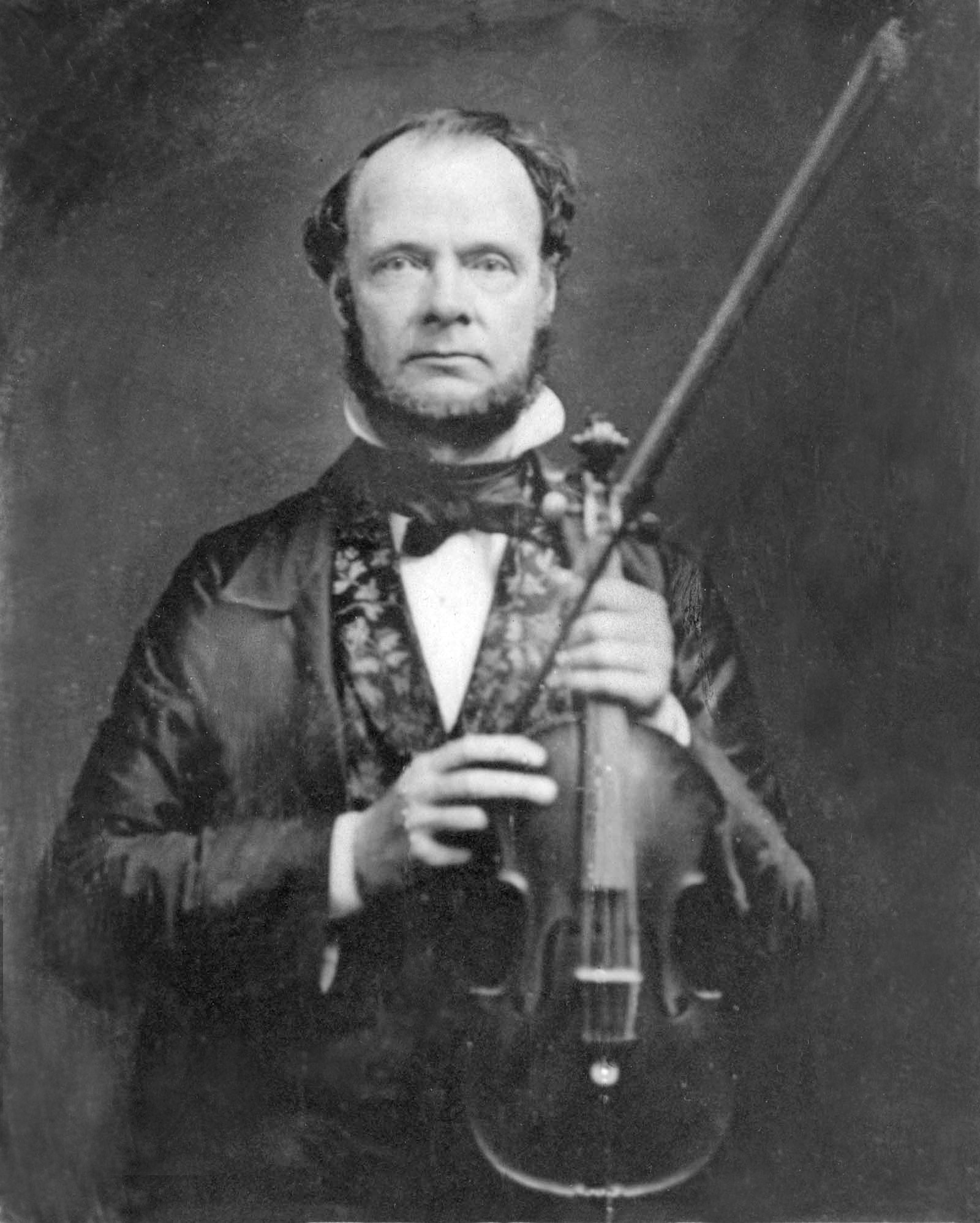
烏雷利·科雷利·希爾

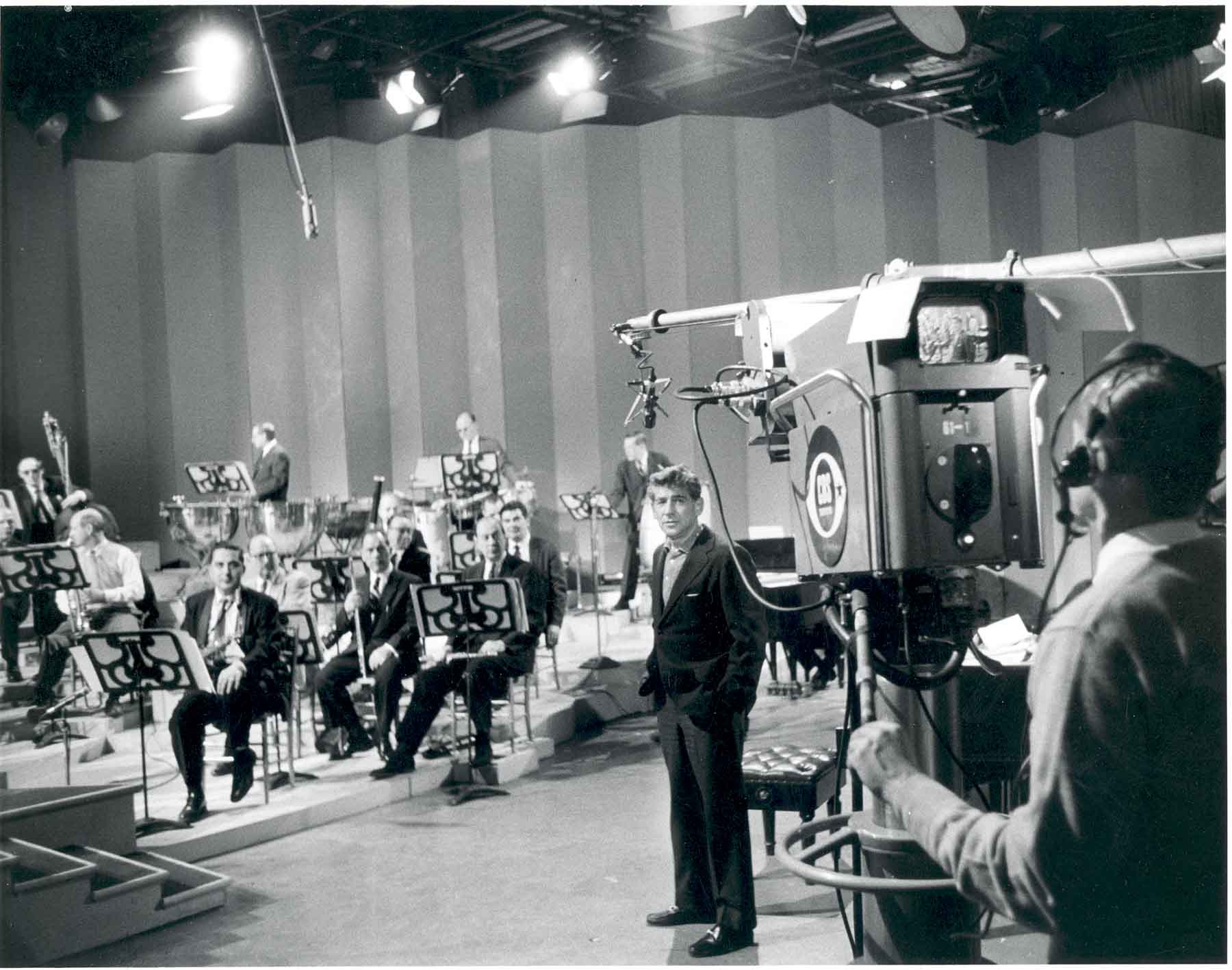
1958年的電視專播演奏

紐約愛樂（英語：New York Philharmonic），正式全名為紐約愛樂交響樂協會（Philharmonic-Symphony Society of New York, Inc.），是於1842年由烏雷利·科雷利·希爾在美國紐約市成立的管絃樂團。紐約愛樂是世界上歷史最悠久的樂隊之一，是美國成立時間最長的樂團，並完成多個音樂作品的美國首演，如貝多芬的《第九交響曲》和柏遼茲的《幻想交響曲》。紐約愛樂一年大約演出180場音樂會，並在2004年12月18日完成其第14,000場音樂會。
紐約愛樂位列美國「五大」之一，縱使他們在七〇年代的評價一度不佳，仍是傳統定義下的名門樂團。托斯卡尼尼、伯恩斯坦和馬舒爾等名宿治下，曾是紐愛的三個黃金年代。目前，樂團的首席指揮是梵志登。

## 历史

### 成立
纽约爱乐乐团成立于1842年，是由美国指挥家尤雷利·科雷利·希尔在爱尔兰作曲家威廉·文森特·华莱士的帮助下成立。该乐团当时被称为纽约爱乐协会。这是自从1799年以来在美国本土成立的第三支爱乐乐团，其目标是“推动器乐音乐的发展”。爱乐协会的首场音乐会在1842年12月7日于百老汇的阿波罗厅举行，观众人数为600人。音乐会以贝多芬的第五交响曲开场，希尔亲自指挥。另外两位指挥家，德国出生的亨利·克里斯蒂安·蒂姆和法国出生的丹尼斯·艾蒂安指挥了三个小时的折衷节目的部分内容，其中包括室内乐和几首歌剧选段。

### 歷任音樂總監
- 古斯塔沃·杜达梅尔（2024年—）[3]
- 梵志登（Jaap van Zweden，2018年-2024年）
- 阿倫·基爾伯特（Alan Gilbert，2009年–2017年）
- 洛林·马泽尔（Lorin Maazel，2002年–2009年）
- 库特·马舒尔（Kurt Masur，1991年–2002年）
- 祖宾·梅塔（Zubin Mehta，1978年–1991年）
- 皮埃尔·布列兹（Pierre Boulez，1971年–1977年）
- 乔治·塞尔（George Szell，1969年–1970年）
- 伦纳德·伯恩斯坦（Leonard Bernstein，1958年–1969年）
- 德米特里·米特罗波洛斯（Dimitri Mitropoulos，1949年–1958年）
- 列奥波德·斯托科夫斯基（Leopold Stokowski，1949年–1950年）
- 布鲁诺·瓦尔特（Bruno Walter，1947年–1949年）
- 阿尔图·罗津斯基（Artur Rodziński，1943年–1947年）
- 约翰·巴比罗利（John Barbirolli，1936年–1941年）
- 阿图罗·托斯卡尼尼（Arturo Toscanini，1928年–1936年）
- 威廉·门格尔伯格（Willem Mengelberg，1922年–1930年）
- 约瑟夫·斯坦斯基（Josef Stránský，1911年–1923年）
- 古斯塔夫·马勒（Gustav Mahler，1909年–1911年）
- 瓦西里·萨封诺夫（英语：Vasily Safonov）（Wassily Safonoff，1906年–1909年）
- 华尔特·丹诺施（Walter Damrosch，1902年–1903年）
- 艾米尔·珀尔（Emil Paur，1898年–1902年）
- 安东·塞德（Anton Seidl，1891年–1898年）
- 希奥多·汤玛斯（英语：Theodore Thomas (conductor)）（Theodore Thomas，1877年–1878年；1879年–1891年）
- 列奥波德·丹诺施（Leopold Damrosch，1876年–1877年）
- 卡尔·贝尔曼（英语：Carl Bergmann (musician)）（Carl Bergmann，1855年–1876年）
- 希奥多·埃斯菲德（Theodore Eisfeld，1848年–1865年）
- 乌瑞利·克莱里·希尔（Ureli Corelli Hill，1842年–1847年）

## 演出場館
樂團在1962年離開卡內基音樂廳搬至艾弗里·費雪廳（林肯中心）之後，一直存在討論若樂團回遷是否會更好。

## 評價與特色

### 數位典藏
紐約愛樂以其悠久的歷史，併以現代科技，對音樂會資料及相關行政文件等文物進行保存工作，為現今相關領域的執牛耳者。其數位典藏的資料內容又可分成七項:25f.：
- 19世紀資料，包括音樂會及財務報告，節目及手寫紀錄簿，創團者日記，以及烏雷利·科雷利·希爾旅歐學習期間（1835–37年）的檔案
- 樂譜，存有約一萬五千筆編號之書目，包括罕見之初版樂譜，以及常任指揮、客座指揮所使用之樂譜
- 新聞剪報
- 影像保存，包括照片、圖畫、海報、幻燈片等跨媒介的逾兩萬七千筆圖檔，記錄指揮、作曲家、獨奏家、樂團團員及行政人員之身影
- 現場演出紀錄，保留自1990年起所有的表演內容
- 工作文件，為逾6,500,000頁的備忘錄、書信、合約、報告等，詳實記載了樂團內部的決策與其過程
- 演出節目資訊，自1842年至今的演出節目均被完整地保存，包括1877年至1928年間紐約交響樂團的演出在內[註 2]，提供特定作品之演出歷史、指揮者、獨奏者等節目資訊

## 軼事
- 1971-1974期间，乐团的部分成员曾为约翰·列侬的专辑《Imagine》，《Some Time in New York City》以及《Walls and Bridges》进行了管弦乐配乐。

- 2008年2月26日，洛林·马泽尔帶領樂團在北京一站後訪問北韓，並在東平壤大劇院演出德沃夏克的第九交響曲，格什文的《一個美國人在巴黎》等作品。還令美國國歌首次在朝鮮響起。表演會場2500個席位座無虛席，惟北韓最高領導人金正日卻沒有到場。不過音樂總監马泽尔十分滿意今次演出，並稱「任務完成」。[5]美國負責此次演出事務磋商的外交官克里斯托弗·羅伯特·希爾對《紐約時報》說到：「這標誌著北韓將走出關鎖；不過，人人都知道，這會是一個長期的過程。」[6]。